# Auquainville
Auquainville település Franciaországban, Calvados megyében. Lakosainak száma 295 fő (2018. január 1.). Auquainville Fervaques, Le Mesnil-Germain, Prêtreville, Saint-Cyr-du-Ronceray, Saint-Germain-de-Livet és Valorbiquet községekkel határos.

## Népesség
A település népességének változása:
| Lakosok száma | 240  | 213  | 228  | 249  | 258  | 302  | 309  | 311  | 298  | 295  |
|               | 1962 | 1968 | 1982 | 1990 | 1999 | 2008 | 2011 | 2013 | 2017 | 2018 |